# Aleks Marić
Aleks Marić (Sídney, Nueva Gales del Sur, Australia, 22 de octubre de 1984) es un jugador australiano de baloncesto que dispone también de nacionalidad serbia. Juega de pívot y su actual equipo es el Obradoiro CAB.

## Trayectoria
Maric se formó en el Life Center High School de Nueva Jersey, Estados Unidos. Posteriormente jugó en los Nebraska Cornhuskers de la Universidad de Nebraska-Lincoln de la NCAA. En 2008 llegó a la ACB al fichar por el Club Baloncesto Granada. Un año después fichó por el K. K. Partizan de la liga serbia. Esa misma temporada ganó en febrero de 2010 la copa serbia, la Copa Radivoj Korac al imponerse al KK FMP por 72-62, y en abril la Liga del Adriático al vencer a la Cibona de Zagreb. En junio, en el segundo partido de la final de la liga serbia que enfrentaba al Partizan con el KK Hemofarm, Maric inició una pelea en la pista que terminó con varios jugadores expulsados, y que provocó que el partido finalizara con sólo tres jugadores por cada equipo. Esa misma temporada llegó a la final a cuatro de la Euroliga, cayendo frente al Olympiacos del Pireo.
En 2014 el australiano con pasaporte serbio, ha estado hasta en tres equipos diferentes esta campaña, empezando en el Maccabi, pasando por el Galatasaray y terminando en el Petrochimi de la liga de Irán. Además, cuenta con una amplia experiencia en el panorama internacional defendiendo los colores de equipos como el Partizán, el Panathinaikos o el Lokomotiv Kuban.
En abril de 2015 el exjugador de Granada Aleks Maric ha sido el elegido para ocupar reforzar el juego interior de Herbalife Gran Canaria hasta final de temporada.
En la temporada 2015-16, Maric jugó con el Buducnost, donde aportó 9.0 puntos y 7.1 rebotes en la Adriática, y 6.0 puntos y 4.9 rebotes en la Eurocup. Posteriormente finalizó la campaña con el Río Natura Monbus, con 6.0 puntos y 4.5 rebotes en la liga Endesa.
En verano de 2016, Maric, natural de la zona de Sídney, abandona el baloncesto europeo tras ocho temporadas, y ficha por los Sydney Kings.

## Selección nacional
Ha sido internacional con la Selección de baloncesto de Australia. Fue campeón del Campeonato Mundial de Baloncesto Sub-20 celebrado en Salónica (Grecia) en 2003.

## Palmarés
- Liga de Serbia: 1

Partizan Belgrado: 2010
- Liga de Grecia: 1

Panathinaikos: 2011
- Copa de Serbia: 1

Partizan Belgrado: 2010
- Copa de Grecia: 1

Panathinaikos: 2012
- Copa de Montenegro: 1

Budućnost Podgorica: 2016
- Euroliga: 1

Panathinaikos BC: 2010
- Eurocup: 1

Lokomotiv Kuban: 2012-13
- Liga adriatica: 1

Partizan Belgrado: 2009-10
- Quinteto ideal de la Euroliga

Partizan Belgrado: 2009-10